# كزافييه كاسترو
كزافييه كاسترو هو محامي إكوادوري، ولد في 1965.